# Tradescanticola yildizae
Tradescanticola yildizae is een vlinder uit de familie wespvlinders (Sesiidae), onderfamilie Sesiinae.
Tradescanticola yildizae is voor het eerst wetenschappelijk beschreven door Kocak in 1983. De soort komt voor in het Oriëntaals gebied.